# Markson
Markson é um sobrenome. Ele é muito comum entre judeus (hebraico: מרקסון‎).
Notáveis pessoas com esse sobrenome incluem:
- Abram Markson (1888–1938), violinista e maestro russo
- Ben Markson (1892–1971), roteirista americano
- David Markson (1927–2010), escritor americano
- Gerhard Markson, maestro alemão
- Sharri Markson (nascida em 1984), jornalista australiana